# Odysseus Meladinis
Odysseus Meladinis, född 5 april 1990 i Cholargós, är en grekisk simmare.

## Karriär
Meladinis tävlade i två grenar för Grekland vid olympiska sommarspelen 2016 i Rio de Janeiro. Han blev utslagen i försöksheatet på 50 meter frisim och var en del av Greklands lag som också blev utslagna i försöksheatet på 4 x 100 meter frisim. Vid olympiska sommarspelen 2020 i Tokyo var Meladinis en del av Greklands lag som slutade på 15:e plats på 4×100 meter frisim.
Vid EM 2024 i Belgrad erhöll Meladinis ett brons på 4×100 meter frisim efter att ha simmat försöksheatet där Grekland sedermera tog medalj.